# Block & Kuhl
Block & Kuhl (oorspronkelijk Schipper & Block) was een warenhuisketen gevestigd in Peoria, Illinois, die in 1961 werd gekocht door Carson Pirie Scott. De winkels van Block & Kuhl werden omgedoopt tot Carson Pirie Scott. 

## Geschiedenis
Block & Kuhl vindt zijn oorsprong in 1863 of 1864 met C. Bonk and Co., een textielwinkel met John H. Schipper als partner van Bonk. Na de dood van Bonk trad Henry C. Block toe tot het bedrijf en zo ontstond Schipper and Block Co., gevestigd op Margaret Street 304 in Pekin, Illinois. In 1874 verhuisden ze naar Court Street 302 op de hoek met 3rd Street. Toen hun bedrijf groeide, openden ze op 12 oktober 1879 een tweede winkel op de hoek van Court Street en Capitol Street. Jaren later openden ze een winkel in Peoria, die al snel uitgroeide tot de grootste textielwarenwinkel in het zuiden van de staat Illinois.
Schipper overleed in 1893 en Block zette de zaak voort tot een brand in 1898 die de Court & Capitol-winkel verwoestte. Op die plek werd een nieuw gebouw neergezet. Rond 1900 verkocht Block een aanzienlijk deel van zijn belang aan George Ehrlicher, Blocks assistent. Hij sloot de winkel op de hoek Court Street en 3rd Street en concentreerde de activiteiten in de nieuwe Court & Capitol winkel.
In 1905 openden ze een winkel in Peoria, die later het hoofdkantoor en de vlaggenschipwinkel van het bedrijf zou worden.
Op 1 januari 1914 werd de naam van het bedrijf gewijzigd in Block and Kuhl Co., toen Theodore Kuhl president werd. Het Schipper & Block Co.-bord bleef echter nog jarenlang staan. Een brand in februari 1922 verwoestte de winkel, die in december 1922 opnieuw werd herbouwd.
In 1929 herdacht Block & Kuhl het 50-jarig jubileum van de winkel in Court & Capitol in Pekin door een gigantische vlag op de zijkant van de winkel in Peoria te hangen. Deze vlag, die de grootste Amerikaanse vlag van Illinois was, was een eerbetoon aan het plan van president Herbert Hoover om de boeren van het land te helpen. 
De zonen van George Ehrlicher, George Jr. en Arthur, namen de zaak over van hun vader en zetten de zaak voort totdat Block and Kuhl Co. in 1961 werd verkocht aan Carson Pirie Scott en de meeste locaties werden omgebouwd tot Carson Pirie Scott-winkels. In mei 1962, toen de zaken slecht gingen, moesten de broers Ehrlicher de winkel in Pekin verkopen. George Jr. stierf in september 1962, slechts vier maanden na de verkoop. 

## Winkels
In 1959 waren er 18 Block en Kuhl-winkels in het zuiden van de staat Illinois en 2 in Iowa.

### Peoria vlaggenschipwinkel
Peoria, Illinois, hoofdkantoor en vlaggenschipwinkel:
- Gebouwd in 1905 voor Schipper & Block en was de eerste stalen constructie in Peoria;
- Werd voor het eerst uitgebreid in 1911;
- Op 1 januari 1914 werd de naam gewijzigd in Block & Kuhl, toen Theodore Kuhl president werd;
- In 1916 werd het gebouw opnieuw uitgebreid, de laatste om ruimte te bieden aan de toevoeging van liften;
- Bijgenaamd "The Big White Store";
- Gesloten (als Carson's) in 1975;
- Tegenwoordig bekend als het voormalige Chase Bank-gebouw;

### Filialen
- Aurora, Illinois: East Galena Boulevard 5, gebouwd in 1928.